# Robert Crispin
Pour les articles homonymes, voir Crispin (homonymie).
Robert Crispin (en latin : Ro(d)bertus Crispinus), surnommé « Frankopoulos » (« Fils de Franc » en grec) par les Byzantins, est un aventurier normand qui s'illustra dans l'Empire byzantin dans la seconde moitié du XIe siècle. 

## Biographie
Robert Crispin est un Normand natif du duché de Normandie. Il est le fils d'un certain Gilbert Crispin (Gislebertus, cognomento Crispinus ; † c. 1045), châtelain de Tillières. Il a pour frères cadets : Gilbert II (père de Guillaume II, bienfaiteur de l'abbaye du Bec) et Guillaume († 1074), seigneur de Neaufles,. Banni du duché normand ou exil volontaire, il part tenter sa chance dans le sud de l'Occident, en proie à d'incessantes guerre, notamment contre les Musulmans. C'est ainsi qu'on le retrouve en Espagne dans les années 1050/60 avant de le retrouver en Italie méridionale. Peut-être insatisfait de son sort en Italie ou à la recherche de terres plus vastes, de richesses et de prestige, Robert Crispin décide de se rendre à Byzance, au plus tard en 1068. 
Arrivé dans la capitale impériale, Crispin semble se faire assez vite repérer pour ses qualités guerrières, se faisant rapidement une place. On le retrouve ainsi à Édesse à la tête d'une armée probablement destinée à combattre les envahisseurs turcs, redoutables cavaliers venus d'Asie centrale qui ont commencé à conquérir l'une des plus importantes provinces de l'Empire byzantin, l'Asie Mineure, une grave menace pour Byzance. Robert Crispin est probablement à la tête d'une troupe de mercenaires, peut-être tous originaires du nord de la France actuelle, dont des Normands. Crispin, bien que d'origine normande, est surnommé « Frankopoulos », c'est-à-dire « Fils de Franc » en grec. Les Byzantins donnaient en effet souvent ce surnom à tous ces aventuriers et mercenaires venus de l'Ouest de l'Occident, principalement de la France actuelle, régions du monde qu'ils estimaient encore barbare.
Il participe à la campagne de Romain IV Diogène contre les Seljoukides en 1068, puis au printemps 1069, se révolte pour défaut de solde. Il se retranche dans la forteresse de Maurokastron, dans le thème des Arméniaques. L'empereur intervient et Crespin est emprisonné jusqu'à la fin de son règne.
En 1072, il participe à la célèbre bataille de Mantzikert, une véritable catastrophe pour Byzance qui laisse la voie libre aux Turcs, qui peuvent déferler sur l'Asie Mineure. Cette défaite militaire byzantine, comparable à ce qu'avait été la bataille d'Andrinople pour la Rome antique, est un véritable tournant dans l'histoire de l'Empire mais aussi de l'Europe et du monde. Nous savons que les Byzantins furent trahis dans la bataille par certains -ou la totalité- de leurs mercenaires, souvent sans scrupules. Robert Frankopoulos faisait-il partie de ces traîtres comme un certain Roussel de Bailleul, un « Franc » également ? Possible mais incertain. Toujours est-il que Robert Crispin est assassiné peu après cette bataille (1073), empoisonné. 
Au XIIIe siècle, le chroniqueur gandois Philippe Mouskes fait de Robert Crispin et d'un autre aventurier normand, Robert Guiscard, les héros qui vainquirent en Apulie l'un après l'autre en deux jours l'empereur germanique et l'empereur byzantin.